# JSON-LD
JSON-LD (JavaScript Object Notation for Linked Data) é um método de codificação de dados vinculados (linked data) usando o formato JSON. O JSON-LD foi criado no intuito de exigir o menor esforço possível para que desenvolvedores transformem seu JSON existente em JSON-LD O JSON-LD permite que os dados sejam serializados de maneira semelhante ao JSON tradicional.  Foi inicialmente desenvolvido pelo grupo da comunidade JSON for Linking Data antes de ser transferido para o grupo de trabalho RDF para revisão, melhoria e padronização,  e atualmente é mantido pelo JSON-LD Working Group. JSON-LD é atualmente uma recomendação do Consórcio World Wide Web (W3C).

## Projeto
JSON-LD é projetado em torno do conceito de um "contexto" para fornecer mapeamentos adicionais de JSON para um modelo RDF. O contexto vincula as propriedades dos objetos em um documento JSON a conceitos em uma ontologia. Para mapear a sintaxe JSON-LD para RDF, o JSON-LD permite que os valores sejam transformados em um tipo especificado ou marcados com uma linguagem. Um contexto pode ser incorporado diretamente em um documento JSON-LD ou colocado em um arquivo separado e referenciado de diferentes documentos (de documentos JSON tradicionais por meio de um cabeçalho de link HTTP).

## Exemplo
```
{

 
"@context"
:
 
{

  
"nome"
:
 
"http://xmlns.com/foaf/0.1/name"
,

  
"pagina_inicial"
:
 
{

   
"@id"
:
 
"http://xmlns.com/foaf/0.1/workplaceHomepage"
,

   
"@type"
:
 
"@id"

  
},

  
"Pessoa"
:
 
"http://xmlns.com/foaf/0.1/Person"

 
},

 
"@id"
:
 
"https://eu.example.com"
,

 
"@type"
:
 
"Person"
,

 
"nome"
:
 
"John Smith"
,

 
"pagina_inicial"
:
 
"https://www.example.com/"

}

```

O exemplo acima descreve uma pessoa, com base na ontologia FOAF (amigo de um amigo) . Primeiro, as duas propriedades JSON nome e pagina_inicial e o tipo Pessoa são mapeadas para conceitos no vocabulário FOAF e o valor da propriedade pagina_inicial é especificado para ser do tipo @id. Em outras palavras, o id da página inicial é especificado como um IRI na definição de contexto. Com base no modelo RDF, isso permite que a pessoa descrita no documento seja identificada de forma inequívoca por um IRI. O uso de IRIs resolvíveis permite que documentos RDF que contenham mais informações sejam transcluídos, o que permite que os clientes descubram novos dados simplesmente seguindo esses links; esse princípio é conhecido como Follow Your Nose.
Tendo todos os dados anotados semanticamente como no exemplo, um processador RDF pode identificar que o documento contém informações sobre uma pessoa ( @type ) e se o processador entender o vocabulário FOAF pode determinar quais propriedades especificam o nome e a página inicial da pessoa.

## Uso
A codificação é usada pelo Schema.org, Google Knowledge Graph, e principalmente para atividades de otimização de mecanismos de pesquisa. Também tem sido usada para aplicações como informática biomédica. É também a base do Activity Streams, um formato para "a troca de informações sobre atividades potenciais e concluídas", e é usado no ActivityPub, o protocolo federado de redes sociais. Além disso, é usado no contexto da Internet das Coisas (em inglês, a sigla IoT), onde existe uma "descrição de coisa" que é um documento JSON-LD, que descreve as interfaces de rede de dispositivos dispositivos IoT.